# (6082) Timiryazev
(6082) Timiryazev est un astéroïde de la ceinture principale.

## Description
(6082) Timiryazev est un astéroïde de la ceinture principale. Il fut découvert le 21 octobre 1982 à Naoutchnyï par Lioudmila Jouravliova. Il présente une orbite caractérisée par un demi-grand axe de 2,55 UA, une excentricité de 0,11 et une inclinaison de 5,4° par rapport à l'écliptique.

## Compléments